# Port de Tolbiac
Le port de Tolbiac est une voie située dans le quartier de la Gare du 13e arrondissement de Paris.

## Situation et accès
Le port de Tolbiac est accessible par la ligne 14 à la station Bibliothèque François-Mitterrand.

## Origine du nom
Elle porte le nom de la bataille de Tolbiac, victoire remportée par Clovis en 496 contre les Alamans, en raison de sa proximité avec la rue éponyme.

## Historique
Ancienne partie du port de la Gare, cet espace compris entre les ponts de Tolbiac et National en contrebas du quai Panhard-et-Levassor, prend sa dénomination actuelle en 1905.
C'est à cet endroit qu'étaient débarquées les céréales des Grands Moulins de Paris.

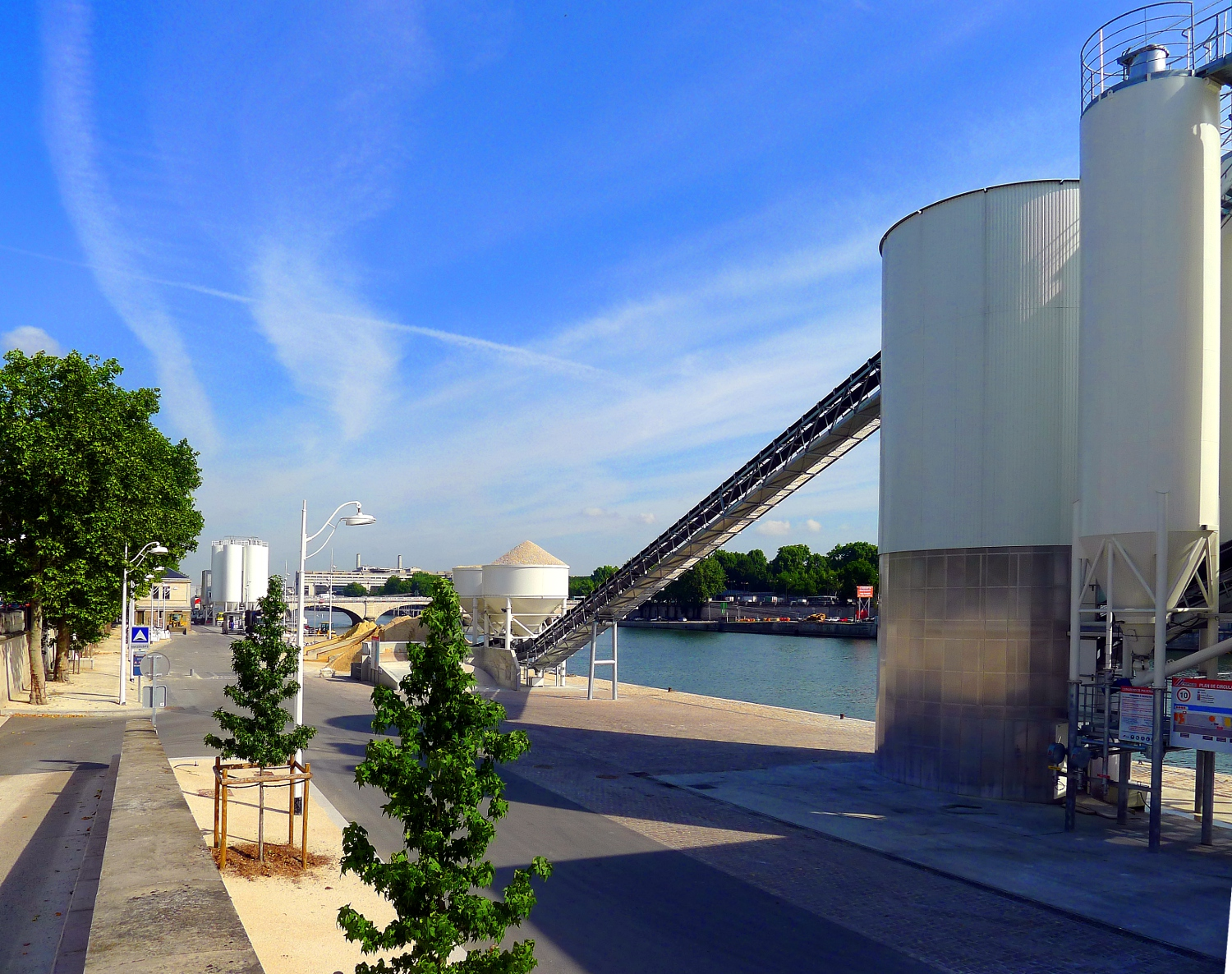
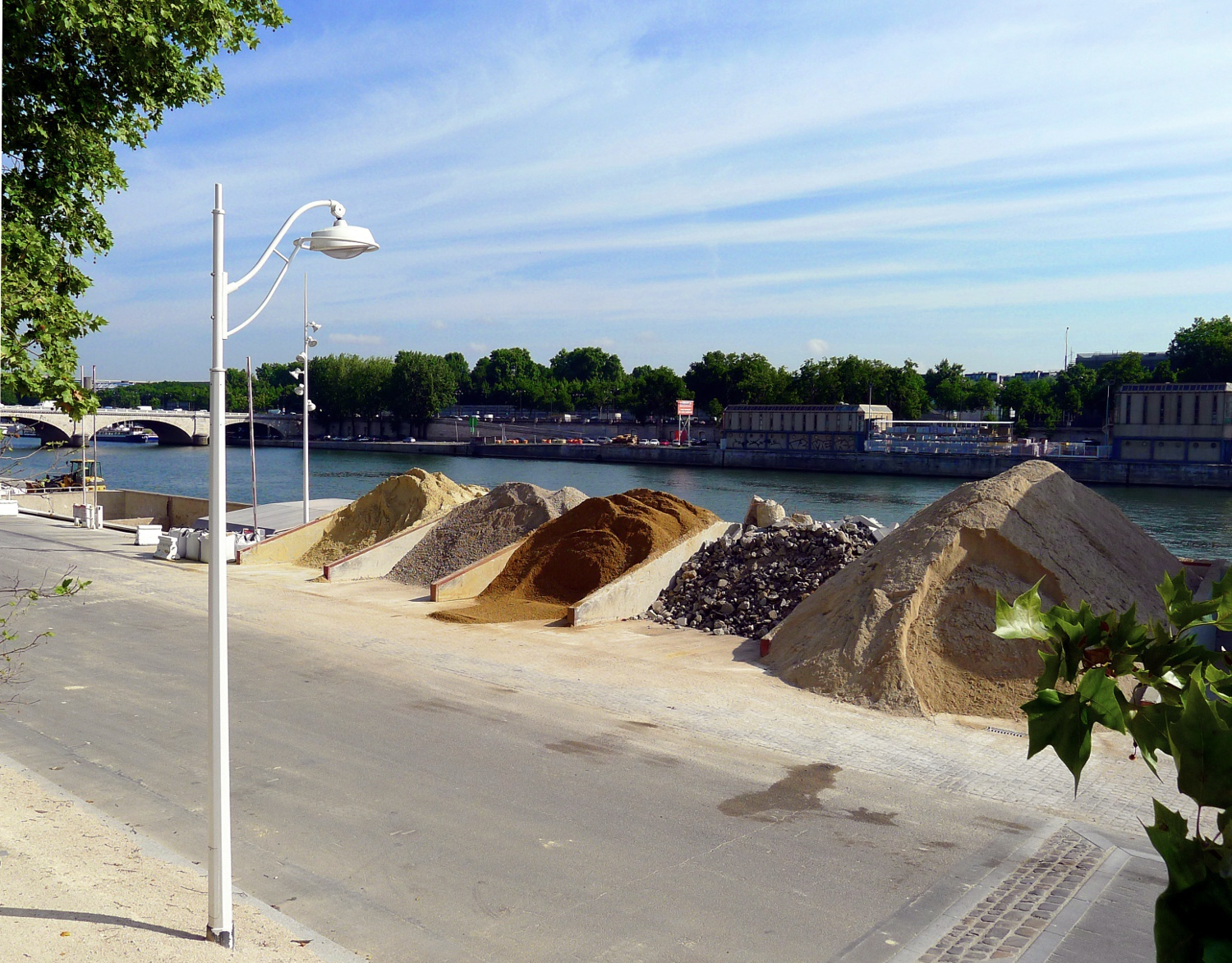
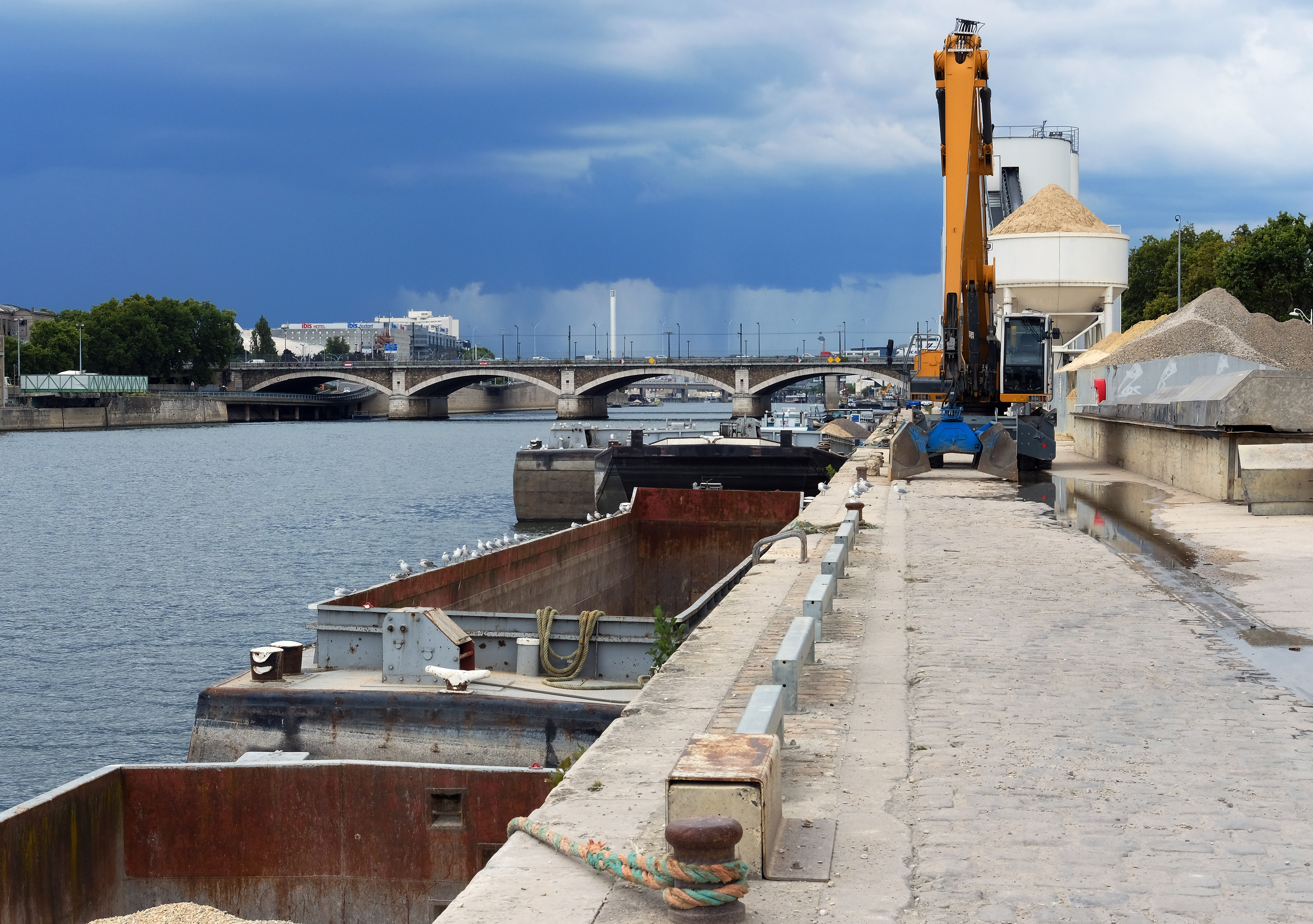

Aujourd'hui, ce port intra muros conserve encore des activités portuaires classiques.